# Edwardowo (Kolno)
Edwardowo (deutsch Eduardshof) war ein Ort in der polnischen Woiwodschaft Ermland-Masuren. Seine Ortsstelle liegt im Gebiet der Gmina Kolno (Landgemeinde Groß Köllen) im Powiat Olsztyński (Kreis Allenstein).

## Geographische Lage
Die Ortsstelle Edwardowos liegt in der nördlichen Mitte der Woiwodschaft Ermland-Masuren, 13 Kilometer südwestlich der ehemaligen Kreisstadt Rößel (polnisch Reszel) bzw. 41 Kilometer nordöstlich der heutigen Kreismetropole Olsztyn (deutsch Allenstein).

## Geschichte
Das Vorwerk Eduardshof war bis 1945 ein Wohnplatz im Gutsbezirk bzw. in der Landgemeinde Bergenthal (polnisch Górowo) im ostpreußischen Kreis Rößel. Im Jahre 1820 wurde es als „adliges Vorwerk“ mit einer Feuerstelle bei neun Einwohnern erwähnt, und bis 1885 stieg die Zahl der Einwohner bis auf 13 und belief sich 1905 bereits auf 17.
Mit der Abtretung des gesamten südlichen Ostpreußen 1945 in Kriegsfolge an Polen erhielt Eduardshof die polnische Namensform „Edwardowo“. Schon bald in den Nachkriegsjahren verlor der kleine Ort an Bedeutung und geriet in Vergessenheit. Heute findet sein Name offiziell keine Erwähnung mehr, und der Ort ist unbewohnt, gilt als verwaist und untergegangen. Seine Ortsstelle befindet sich im Bereich der Landgemeinde Kolno (Groß Köllen) im Powiat Olsztyński (Kreis Allenstein).

## Kirche
Bis 1945 war Eduardshof in die evangelische Kirche Bischofsburg (polnisch Biskupiec) in der Kirchenprovinz Ostpreußen der Kirche der Altpreußischen Union, außerdem in die römisch-katholische Kirche Groß Köllen (polnisch Kolno) im damaligen Bistum Ermland eingepfarrt.

## Verkehr
Die kaum noch wahrnehmbare Ortsstelle Eduardshofs resp. Edwardowos liegt östlich der Straße von Sątopy (Santoppen) über Kolno (Groß Köllen) nach Bansen (polnisch Bęsia) und ist von Górowo (Bergenthal) und auch Kolenko (Klein Köllen) aus zu erreichen.